# Kultura Warna

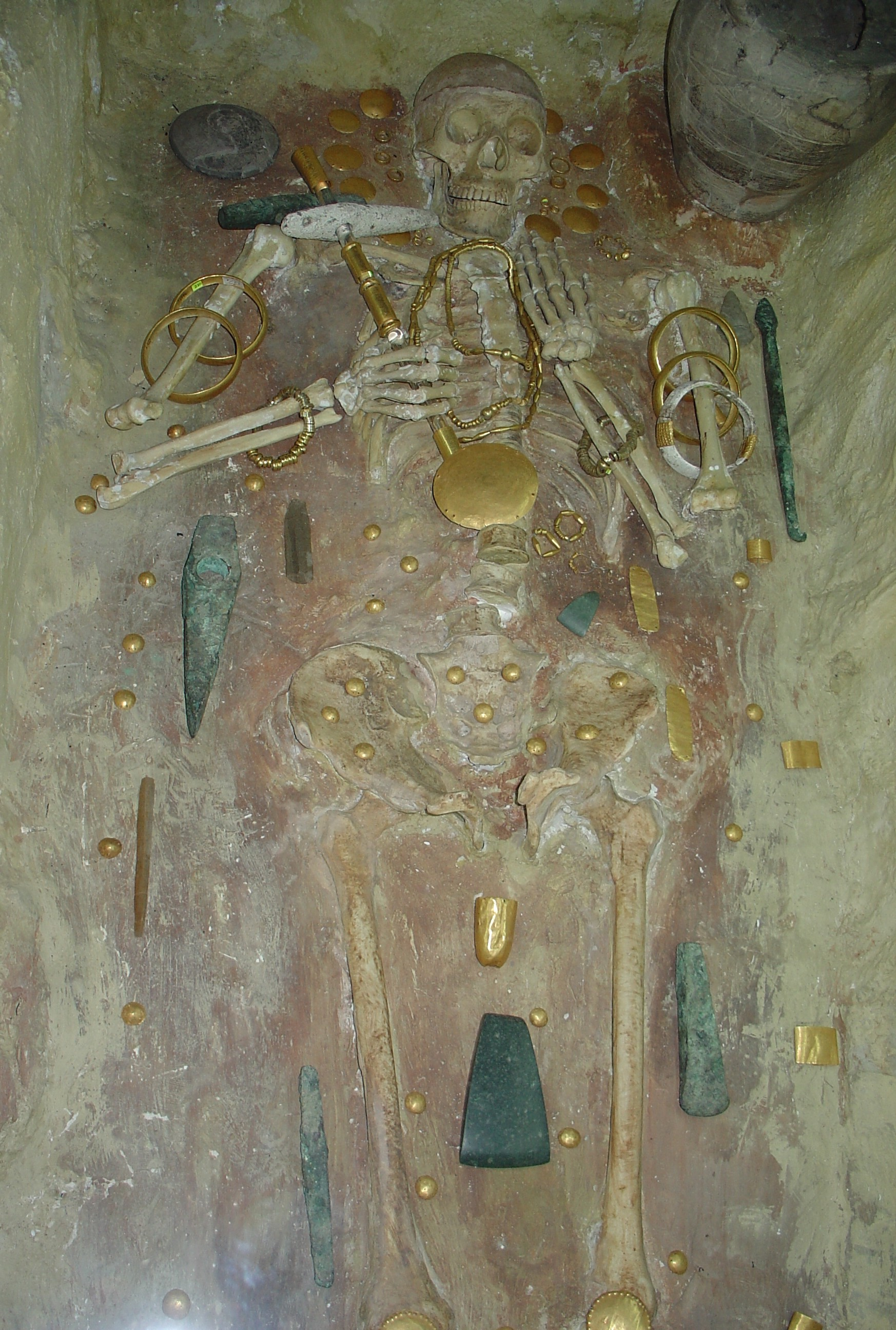
Pochówek szkieletowy z Warny

Kultura Warna – eneolityczna kultura nazwana od cmentarzyska Warna we wschodniej Bułgarii. 
Obejmowała swym zasięgiem obszary położone od ujścia Dunaju do gór Stradża. Rozwój tej jednostki kulturowej miał miejsce w 2 połowie V tysiąclecia p.n.e. Datowanie radiowęglowe wskazuje na okres 4600–4200 lat p.n.e. Inwentarz ceramiczny składał się z naczyń wykonywanych na kole garncarskim i malowanych przed wypaleniem; ceramika miała tak wysoki poziom technologiczny, że sugeruje to istnienie w strukturze społecznej grupy rzemieślników-garncarzy. O równie wysokim stopniu zaawansowania w produkcji metalurgicznej poświadczają odkrycia z kopalni Aibunar. W inwentarzach kamiennych poświadczona jest obecność przęślików, co może sugerować rozwój tkactwa. Osady lokalizowane były w pobliżu lagun, gdzie konstrukcje mieszkalne wznoszono na wbitych w dno palach, lub wznoszone na tellach lokalizowanych na pobliskich wyspach np. stanowisko  Durankulak. Ludność zajmowała się głównie uprawą pszenicy, jęczmienia, poświadczona jest także hodowla kóz, owiec i bydła.
Z kulturą Warna wiąże się prehistoryczną osadę (Sołnicata), odkrytą w okolicach miasta Prowadija. Jest ona uważana za  najstarsze miasto Europy. Była zamieszkaną przez 350 osób już około 5500 lat p.n.e. Mieszkańcy trudnili się pozyskiwaniem soli z pobliskiego źródła.
Cześć artefaktów z cmentarzyska Warna jest prezentowana na terenie Muzeum Archeologicznego w Warnie.